# Jacquerie (patronyme)
Pour les articles homonymes, voir Jacquerie.
Jacquerie est un patronyme français originaire de la région de Tournai, également connu sous les variantes Jacquery, Jacquerye, Jacry et Jacri. Il provient du terme jacquerie désignant une révolte de paysans (appelés familièrement Jacques), ou fait référence au lieu habité par certains Jacques.